# Iaidō
 (octobre 2022).
 (octobre 2022).
- Si vous ne connaissez pas le sujet, laissez ce bandeau (vous pouvez alors contacter les auteurs).
- Si vous supprimez le contenu mis en cause (vous pouvez préalablement contacter les auteurs),

argumentez précisément cette suppression dans la page de discussion
(un manque de référence n'est pas un argument ; une recherche réelle de référence doit avoir été effectuée, être formellement documentée).
L’iaidō (居合道) est un art martial d'origine japonaise basé sur l'action de dégainer le sabre et de frapper (de taille ou d'estoc) en un seul geste. Plus exactement, le but est d'exécuter une technique, avant l'adversaire, choisie en fonction du lieu et du contexte de la situation. Tout comme pour les autres budō, cette discipline se focalise principalement sur la perfection des mouvements et la démarche spirituelle (influence du zen) ; l'efficacité technique, quant à elle, devient de plus en plus importante au fur et à mesure que le pratiquant augmente en grade.
Depuis quelques années[Quand ?], certains sensei japonais prônent une démarche plus offensive, dirigée vers un iaidō de « combat », plus proche du iaijutsu.

## Description
Le terme iaidō (居合道) est composé de trois kanjis signifiant approximativement :
- « vivre », « exister » (居, i?),
- « harmonie », « union » (合, ai?),
- « voie » (道, dō?).

Iaidō peut donc se traduire par « la voie de la vie en harmonie », ou « exister en union avec la voie ». Le préfixe « i » peut aussi être interprété par le chiffre 1, l'unité : « la voie de l'unité de l'individu », en lui-même pour être en harmonie avec soi et avec les autres.
Nakamura Taisaburō hanshi, 10e dan, en dit ceci :
« Iai to wa, hito ni kirarezu, hito kirazu. » « Le iai, c'est ne pas tuer les autres et ne pas se faire tuer par eux à la fois. »
« Jiko no renma ni, shuyou no michi. » « L'entraînement, le polissage des aptitudes, la voie de la discipline, c'est se cultiver soi-même. »
L'essentiel de la pratique du iaidō consiste en l'apprentissage et l’exécution de katas (séquences de mouvements précis), s'exécutant la plupart du temps seul et correspondant à un scénario. Ils démarrent soit debout (tachi iai), soit à genoux au sol (seiza), soit dans une position avec un seul genou au sol (tate hiza). Ces formes constituent autant de supports à l'enseignement et permettent la transmission de l'ensemble des techniques d'une école.
Ces katas se composent à la base des quatre mêmes étapes :
- Dégainer et première coupe : nukitsuke ou nukiuchi ;
- Coupe principale : kiri tsuke ou kiri oroshi ;
- Nettoyer la lame : chiburi ;
- Remettre la lame au fourreau : notō.

On distingue aussi une partie importante propre à de nombreux katas selon les écoles : furikabutte, l’action de « brandir le sabre ». De nombreuses variantes, coupes, frappes d’estoc, frappes avec la poignée du sabre, sont ajoutées dans certains katas.
Ces katas doivent être « habités » par le pratiquant, et induisent des notions fondamentales propres à tous les budō : 
- Zanshin : la vigilance active, le ressenti, la perception de l'environnement ;
- Seme : la menace, construction de l'attitude exprimant la capacité de réaction instantanée ;
- Netsuke : le regard global, non focalisé, perception visuelle large ;
- Kokoro : le cœur, l'esprit, l'audace, l'honnêteté, la sincérité (terme difficilement traduisible).

## Histoire

### Avant leXXesiècle
Autour de la pratique du sabre des samouraïs existaient deux types de koryū (écoles anciennes) complémentaires, les ken-jutsu ou techniques de maniement du sabre, et les iai-jutsu, techniques consistant à trancher en dégainant. L’iai a été codifié à la fin du XVIe siècle par Hayashizaki Jinsuke Shigenobu, et rapidement répandu à travers les écoles traditionnelles. Shigenobu serait le nom d’une personne née à Sagami (actuellement Kanagawa), en Tenmon 17, soit en 1549.
Selon des récits plus anciens, les techniques de Shigenobu ont porté différents noms: hayashisaki, shinmei musō, shin musō, shigenobu. Il existe de nombreuses variations dans la biographie de Shigenobu et il est difficile, parmi tous ces récits, d’établir une certitude. Mais on peut dire qu’ils ont pour point commun de désigner Shigenobu comme celui qui est à l’origine des différents styles de iaido. Parmi ceux-ci, on compte Tamiya Heibei Narimasa (style Tamiya), Katayama Hoki Morinaga Yasu (style Hoki).
Le sanctuaire du iai hayashisaki se trouve à Murayama, Yamagata ken.

### XXesiècle
Ce n'est qu'au XXe siècle que le terme iaidō fait son apparition, et devient un art plus philosophique, consacré à la recherche du geste pur et à l'éveil spirituel. Un nom important à citer pour cette évolution est Nakayama Hakudo (entre autres 29e sōke de Musō shinden ryū iaidō, sōke de Shinto musō ryū jodo).
Les katas enseignés par les koryū répertorient les gestes et situations courantes de combat. Leur pratique permet un apprentissage conduisant à une fluidité des mouvements et une réponse rapide dans ces situations de combat.
Les deux koryū qui recensent le plus d’élèves dans le monde sont Musō jikiden eishin ryū et Musō shinden ryū. Comme la très grande majorité des écoles d’iai, elles sont issues de hayashizaki ryū, style proposé par le fondateur qui s'est ensuite subdivisé en de multiples koryū. Bien qu'issues d'une seule et même école, les deux enseignements se sont séparés en 1936. Il existe donc également de nombreuses autres koryū actives, certaines n'enseignant que l’iai comme Hoki ryū, d'autres pluri-disciplinaires comme Katori shintō ryū, Suiō-ryū, Take no uchi, Kashima shinto ryū. La tradition de ces koryū s'est perpétuée sans interruption d'enseignement parfois depuis plusieurs siècles.
Liste des koryū de iaijutsu de la Nihon Kobudo Kyokai établie par Guy Buyens en février 2009 :
1. Hayashizaki musō ryū iaijutsu (林崎夢想流居合術)
2. Musō jikiden eishin-ryū iaijutsu (無雙直傳英信流居合術)
3. Tamiya-ryū iaijutsu (田宮流居合術)
4. Suiō-ryū iai kenpō (水鷗流 居合 剣法)
5. Hoki-ryu iaijutsu (伯耆流 居合術)
6. Enshin-ryu Iai suemonogiri kenpō (円心流居合据物斬剣法)
7. Kanshin-ryu iaijutsu (貫心流居合術)

Avec les koryū qui intègrent le iaïjutsu dans leur curriculum :
1. Kashima shinto-ryū kenjutsu (鹿島新當流剣術)
2. Tenshin shoden katori shinto-ryū kenjutsu (天真正伝香取神道流剣術)
3. Yagyu Shinkage-ryu kenjutsu (柳生新陰流剣術)

La fédération japonaise de kendo (Zen nihon kendō renmei, dite ZNKR) propose une série de douze katas (formes) nommée zen ken ren iai ou seitei iai. À l'origine, les dirigeants des différentes koryū souhaitaient faire en sorte que leurs cadres acquièrent une certaine pluridisciplinarité. Cette série de katas, provenant de plusieurs koryū, devait permettre — c'était presque un passage obligé à partir du 5e dan — aux pratiquants de haut niveau d'avoir un aperçu du iai.
Aujourd'hui, cette série offre aux pratiquants de kendo et aux débutants dans l’iaidō un ensemble cohérent donnant un aperçu des techniques d’iai sans pour autant s'engager dans une ryū. Il s'agit de révéler un « panorama » des katas anciens.
Pour certains puristes, elle est considérée comme un amalgame des divers éléments. Sur la longue durée, les katas d'origines différentes et conçus avec des ambitions différentes perdraient leurs qualités distinctives et de leur richesse plurielle. Il deviendrait difficile de retrouver l'esprit originel qui fait que chaque kata vit pour celui qui tient le sabre.
Comportant à sa création, en 1968, sept katas, issus essentiellement des koryū Musō shinden ryū et Musō jikiden eishin ryū, la série s'est enrichie en 1980 de trois formes supplémentaires puis, en 2001, de deux nouvelles. Cette série permet la rencontre des écoles autour d'un style qui, pour « artificiel » et contemporain qu'il soit, est commun à de nombreux pratiquants. Elle offre également la possibilité de passages de grades fédéraux, qui sont les seuls actuellement reconnus par l’International Kendo Federation (IKF) et les ministères nationaux appropriés, comme celui de la Jeunesse et Sports en France (grade reconnu au niveau international par l'IKF).

## Leiaidōet leiaijutsu
Deux termes sont proposés pour désigner l'enseignement des techniques de sabre depuis le fourreau : le iaidō et le iaijutsu.
Si, en règle générale, le terme iaidō est logiquement préféré pour l'usage courant dans la mesure où, aujourd'hui, toutes les pratiques ont la vocation du dō (de l'épanouissement personnel), la connaissance de cette notion jutsu est essentielle pour la bonne compréhension des écoles historiques, ou koryū pétris par essence de cette notion.
Pratiquer Musō shinden ryū (école de iadō) avec l’esprit jutsu n'a pas plus de sens qu'exécuter des katas de Katori shinto ryū (école de iai-jutsu) sans l’idée jutsu, composante essentielle de cette école, leurs katas spécifiques perdant alors une bonne partie de leur substance technique et historique. Le iaidō (de dō, michi, « voie ») insiste sur la fluidité et la justesse du mouvement. Le iaijutsu (de jutsu, « technique ») met l'accent sur la vitesse et le réalisme de la coupe. Respecter ces notions dans la pratique provoque des gestes, des saisies de sabre et des attentions différentes. Le dō privilégie fluidité, esthétique, sobriété, le jutsu justesse et efficacité.
De nos jours, la plupart des enseignants admettent cette distinction tout en lui reconnaissant peu de pertinence, car jutsu implique la notion d'efficacité martiale (se débarrasser au plus vite de son ennemi).
Enfin, ces koryū, ou écoles anciennes, respectueuses de la tradition et la transmission historique, nomment elles-mêmes leur pratique iai jutsu. De telles résiliences de tradition jutsu qui ne font aucune concession à une quelconque modernité constituent un des principaux dénominateurs communs des budō.
Par ailleurs, on constate la même différenciation en judo et jujutsu, jōdō et jojutsu et l’extrême de distance est donnée par les disciplines, qui ont divergé de manière encore plus radicale pour autoriser la compétition. Par exemple, le kenjutsu enseigne comment toucher l'adversaire aux points faibles de l’armure, alors que le kendo accorde des points pour des « touches » aux points forts de celle-ci, sécurisant ainsi les compétitions.

## Technique

### Tenue du sabre
Le sabre se porte et se tient de la même façon que l'on soit droitier ou gaucher. La main droite et la main gauche ont chacune un rôle particulier qui n'est pas directement lié au fait que ce soit la main dominante ou non. Il existe d'ailleurs des sabreurs gauchers : par exemple Saitō Hajime.
La coupe en iai est perçue comme rapide car le peu de force apparente que nécessite le retrait du sabre tout au long du saya (ou fourreau) augmente la vitesse. L'iaidō ne nécessite pas ou peu de force, si ce n'est celle nécessaire au maintien du sabre, car la longueur du katana ou shinken (lame d'environ 75 cm) ajoutée à la longueur d'un bras font que l'extrémité de la lame se déplace très vite et c'est cette extrémité (le dernier 1/3) qui sert à trancher. Or, le katana pèse entre 1 et 1,5 kilogramme et se déplace à grande vitesse, il faut donc le maintenir assez fermement pour que l'inertie ne le fasse pas partir.
La main exerce une prise « au-dessus » du sabre (le pratiquant est toujours derrière son sabre, seul rempart contre une attaque), les doigts servant au « déroulé » et au maintien; un yakuza ayant failli, se coupait une phalange de l'auriculaire droit en expiation et l'offrait à son patron, il lui devenait donc extrêmement difficile de se battre, ce doigt étant extrêmement important pour saisir un objet (en l'occurrence la poignée du sabre, cependant cela est valable pour tout manche d'outil). Ce rituel d'automutilation se nomme yubitsume ou otoshimae.
À l'origine, le yubitsume était une coutume des tenanciers de tripots et autres casinos clandestins pour punir un mauvais client (entre autres). Les samouraïs qui jouaient de l'argent craignaient donc le yubitsume, non seulement car il les pénalisait au sabre, mais également parce qu'il exposait leur vice aux yeux de la société, entraînant ainsi une double humiliation.

### Entrainement
L’entraînement au iaidō peut se qualifier de pratique « individuelle / collective ».
Individuelle car sans partenaire direct, hormis dans la situation virtuelle du kata.
Intellectuellement, c'est principalement un travail approfondi sur la concentration. Physiquement, sous des aspects souvent calmes, l'entraînement — surtout pour les départs en seiza (à genoux) ou tate hiza (un genou au sol, assis sur le talon de la même jambe) — fait intervenir des muscles puissants des jambes — fessiers, adducteurs, psoas iliaque, jumeaux, ischio-jambiers gourmands en énergie —, ainsi que toute la ceinture abdominale, à partir de positions en flexion maximum, et fournit un effort propre à l'endurance et la puissance (force-vitesse).
Cette pratique bien menée ne provoque aucun traumatisme et peut se poursuivre sans problème jusqu'à un âge avancé, avec toutefois une réserve pour les genoux. On note en effet que certaines écoles exigent le port de protections de type genouillères, lors de la pratique des katas notamment.
Collective, car l'exercice d'apprentissage demande un rythme spécifique pour chaque niveau d'étude et pour chaque école. Ce rythme, ce déploiement collectif d'énergie, appelé ki awase, « porte » le pratiquant, bien au-delà du stade où il aurait arrêté s'il était seul. De plus, l'exercice consistant à suivre exactement le rythme du professeur ou d'un élève avancé, fait partie de l'étude dans l'objectif de la mise en harmonie instantanée indispensable lors d'un duel (i, « unité » et ai, « harmonie »).

### Matériel
L'entrainement se fait avec un iaito ou un bokken afin de ne pas abîmer son katana ou son shinken. En effet, l'utilisation d'un katana peut provoquer un accident chez les débutants (un proverbe japonais prétend que si l'on approche ses doigts du fil d'un katana, ceux-ci seront instantanément découpés…).
Le wakizashi et le katana forment le daisho. Le wakizashi est un sabre court manié d'une seule main, il servait d'arme secondaire et sa présence était donc salutaire pendant les mêlées les plus intenses. Dans le Japon médiéval, une fois au corps à corps (moins d'un mètre), un sabre de petite taille était en effet préférable à un grand pour, comme avec une dague, achever un ennemi à terre, viser les points faibles de l'armure et lui trancher la gorge ou le décapiter. Cependant, le iaidō se pratique essentiellement avec un katana.
Le keikogi du iaidōka est composé d'un gi en coton, d'un hakama, d'un obi (d'une largeur de 13 à 14 cm) ; on peut porter des tabi. La couleur « historique » est le blanc, couleur du deuil et de la mort au Japon. Beaucoup de iaidōka portent de l'indigo car ils pratiquent également le kendo (la tenue du kendo est indigo). Le noir est aussi utilisé ainsi que le panachage de ces trois couleurs ; toutefois le gris, le marron, le vert ainsi que les obis rouges et blancs (dans ce cas très larges > 14 cm), sont réservés par tradition aux sensei japonais. La règle étant d'afficher une tenue cohérente (hakama blanc et iaidogi blanc, hakama noir et iaidogi noir, etc.).
Il n'y a aucune notion de grade (kyu et dan) dans le choix des couleurs.

### DVD
- Kenki mis en scène par Kenji Misumi (1964). La Trilogie du sabre chez Wild Side Vidéo.
- Baby Cart, série de 6 films, série télévisée japonaise et manga, mettant en avant le style Suiō-ryū.
- Zatoichi, une série de films japonais où l'acteur Shintarō Katsu utilise cet art.
- Après la pluie le dernier film posthume d'Akira Kurosawa très apprécié par tous les iaidōka.
- Le Dernier Samouraï (Edward Zwick, 2003), pour les quelques scènes de combat au bokken ou au katana mais surtout pour la vision romancée de la fin de l'ère des samouraïs, les guerriers au katana. Une phrase de ce film à retenir, elle prend tout son sens pour le iaidoka : « “non-pensée” ; les gestes doivent devenir automatiques lors d'un combat, on ne réfléchit plus, on anticipe et idéalement on a la vision a priori du déroulement du combat. »
- Ken zen kaï, école du sabre zen, film français de 45 minutes, réalisé par Loïc Blériot au dojo de la Montagne Martigné-Ferchaud (Ille-et-Vilaine).